# میمون دماغ‌سربالای طلایی
میمون دماغ‌سربالای طلایی (نام علمی: Rhinopithecus roxellana) نام یک گونه از تیره میمون بر قدیم است.که در چین یک معبدی وجود دارد بنام میمون دماغ‌سربالای طلایی این معبد برای مردم چین مقدس است.  